# Беглов, Александр Дмитриевич
Алекса́ндр Дми́триевич Бегло́в (род. 19 мая 1956, Баку, Азербайджанская ССР, СССР) — российский государственный и политический деятель. Губернатор Санкт-Петербурга c 2019 (врио в 2003, и с 2018). Член партии «Единая Россия». Член наблюдательного совета НИЦ «Курчатовский институт».
В 2012—2017 годах полномочный представитель президента России в Центральном федеральном округе. В 2017—2018 годах полномочный представитель президента России в Северо-Западном федеральном округе.
С весны 2022 года находится под персональными санкциями Великобритании, США, Канады, Австралии, Украины, Новой Зеландии.

## Биография

### Ранние годы. Работа в советский период
Александр Беглов родился 19 мая 1956 года в Баку в семье военного-фронтовика. Окончив восемь классов, Беглов поступил в профессионально-техническое училище, затем — в индустриально-педагогический техникум. В 1976—1978 годах проходил срочную военную службу в Вооружённых силах СССР.
После окончания в 1983 году Ленинградского инженерно-строительного института по специальности «Промышленное и гражданское строительство» занимал инженерно-технические и руководящие должности в строительных организациях Ленинграда. В 1986 году получил должность заведующего отделом строительства исполкома Ленсовета. На этой должности он принимал участие в ликвидации последствий землетрясения 1988 года в Армянской ССР. С 1989-го заведующий сектором социально-экономического отдела Ленинградского обкома КПСС, через год — заместитель начальника главного управления капитального строительства исполкома Ленсовета. Кроме того, в разные периоды Беглов числился в штате Главленинградстроя и Главинженерстроя. Он принимал участие в строительстве городских очистных сооружений «Белая мель», Ольгинских очистных сооружений и водопроводно-насосной станции в Рыбацком, завода алюминиевых конструкций, курировал жилищную застройку микрорайонов Купчино, Рыбацкое, Озеро Долгое. Кроме того, руководил строительством различных спецсооружений в Барнауле, Омске, Красноярске, Москве, Казахстане, Киргизии, на Северном Кавказе.

### Работа в 1990-е годы
В 1991—1997 годах являлся главным инженером российского-немецкого предприятия «Мелазель». Предположительно, именно в это время Беглов познакомился с Владимиром Путиным, который на тот момент занимал пост председателя Комитета по внешним связям мэрии Ленинграда. Именно этот орган зарегистрировал коммерческое предприятие, хотя сам чиновник отрицает знакомство с Путиным в тот период.
Позднее Беглов два года проработал старшим научным сотрудником и докторантом Санкт-Петербургского государственного архитектурно-строительного университета. В 1999-м его пригласили на должность главы территориального управления Курортного административного района Санкт-Петербурга. Под его руководством реконструировали площадь Свободы в Сестрорецке, установили памятники Петру I и создателю трёхлинейной винтовки конструктору Сергею Мосину, реконструировали несколько городских фонтанов. При Беглове началась стихийная застройка по берегу озера Разлив, что вызывало протесты местных жителей.
По данным СМИ, в разное время Беглов также выступал соучредителем предприятий «Аэрорекорд», «Экотех», «Балтикстрой», производственно-транспортной компании «Стык», издательского дома «Деловой партнёр».

### Государственная деятельность (2000-е годы)

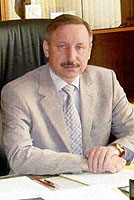
Александр Беглов в должности заместителя руководителя администрации президента РФ, 2008 год

В 2002 году губернатор Санкт-Петербурга Владимир Яковлев выдвинул Беглова на должность вице-губернатора — руководителя канцелярии администрации города. По мнению наблюдателей, это назначение стало компромиссом между Яковлевым и полномочным представителем президента РФ в Северо-Западном федеральном округе Виктором Черкесовым. Существуют указания, что заместитель полпреда по кадрам Сергей Свиридов также ходатайствовал о выдвижении Беглова, хотя голосованием Законодательного собрания кандидатуру Беглова утвердили только со второго раза. Одновременно с административной деятельностью Беглов проходил обучение в Северо-Западной академии государственной службы, окончив её в 2003 году.
С июня 2003 года после ухода Яковлева в отставку Беглов временно исполнял его обязанности (с 16 июня по 5 октября). В этот период он вёл активную хозяйственную политику, инспектируя школы и предприятия, а также подготовку к отопительному сезону. Кроме того, в июне 2003 года на конференции партии «Единая Россия» Беглова избрали секретарём регионального отделения, и через пять месяцев он участвовал в выборах в Государственную думу IV созыва. В СМИ фигурировала версия, что Беглов принял это решение после проигрыша Валентины Матвиенко в первом туре выборов на пост губернатора Санкт-Петербурга, когда стало понятно, что Беглов, не сумевший подготовить правильную общественную и политическую почву на должности временно исполняющего обязанности, в дальнейшем не сможет получить пост вице-губернатора. Результаты «Единой России» на выборах в Санкт-Петербурге оказались одними из самых низких в стране, и, по сообщениям Русской службы BBC, руководство партии посчитало Беглова ответственным за неудачу и отказало ему в возможности занять кресло руководителя фракции или председателя ключевого комитета, и позднее он отказался от мандата. При этом Беглов продолжал занимать руководящую должность в региональном отделении партии вплоть до июля 2004 года, за этот период численность отделения выросла с 700 до 16 000 человек. В ноябре того же года на V съезде «Единой России» Беглов был избран членом её высшего совета.
20 сентября 2003 года в Москве на третьем съезде партии «Единство и Отечество — Единая Россия» была принята предвыборная программа и утверждён список кандидатов на выборах в Госдуму. Беглов возглавлял в едином списке региональную группу «Петербургская».

### В администрации президента
5 октября во втором туре досрочных выборов губернатора Санкт-Петербурга победила полпред в Северо-Западном округе Валентина Матвиенко. После этого 15 октября Александр Беглов был назначен первым заместителем полпреда в Северо-Западном федеральном округе. Валентина Матвиенко занимала должность полпреда до 1 ноября 2003 года, затем её сменил Илья Клебанов.
7 декабря 2003 года на состоявшихся выборах в Государственную думу Беглов был избран депутатом Госдумы IV созыва по списку партии «Единство и Отечество — Единая Россия». После выборов от депутатского мандата отказался.
24 мая 2004 года Беглов был назначен на должность главы контрольного управления Администрации президента. В октябре 2005 года он вошёл в состав Совета при президенте по реализации приоритетных национальных проектов и демографической политике, а в июле 2006 года — в состав его президиума.
12 мая 2008 года назначен заместителем руководителя Администрации президента под началом Сергея Нарышкина. Сменил на этой должности Игоря Сечина. Курировал канцелярию президента и документооборот.
21 июля 2008 года Александр Беглов был назначен председателем совета директоров концерна ПВО «Алмаз-Антей», специализирующегося на разработке и производстве зенитных ракетных комплексов малой, средней и большой дальности действия. Он сменил на этом посту Виктора Иванова, который в мае 2008 года был назначен главой Госнаркоконтроля. Беглов возглавлял совет директоров «Концерна воздушно-космической обороны „Алмаз-Антей“» с 2008 по 2011 год.

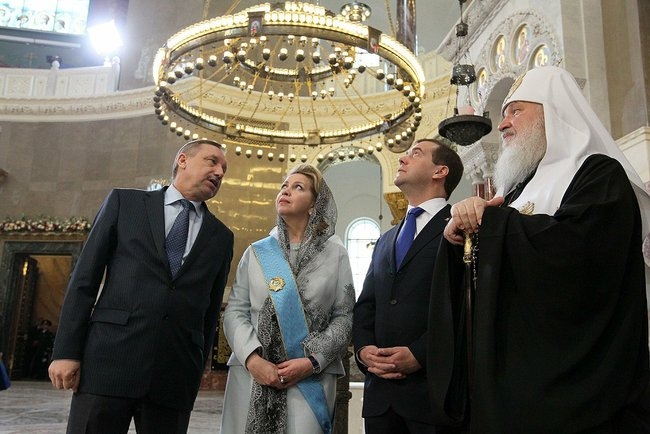
Беглов в должности заместителя руководителя Администрации президента осматривает отреставрированный Морской собор в Кронштадте вместе с президентом Дмитрием Медведевым, его супругой и патриархом Московским и всея Руси Кириллом, апрель 2012 года

С 2009 по февраль 2019 Беглов возглавлял Совет при президенте Российской Федерации по делам казачества. Он структурировал систему чинов внутри сообщества и модернизировал его функции: казаки стали охранять государственную собственность, принимать участие в разгонах митингов и патрулировании улиц, получая финансирование из региональных бюджетов.
После отставки Юрия Лужкова в 2010 году Александра Беглова называли одним из возможных претендентов на пост мэра Москвы, после отставки Валентины Матвиенко в 2011-м — кандидатом на пост губернатора Санкт-Петербурга.

### Полномочный представитель президента в ЦФО (2012—2017)

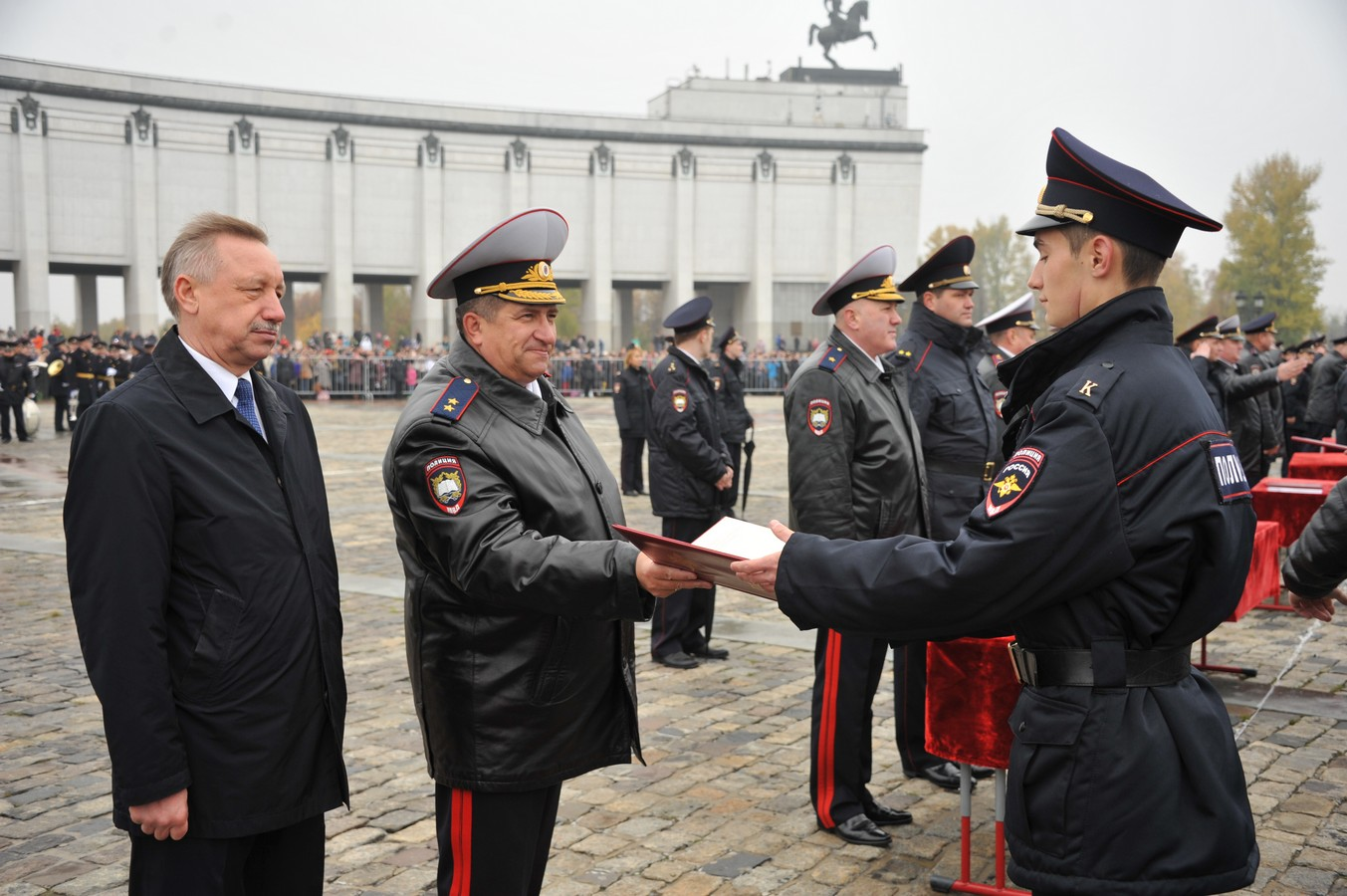
Беглов на приведении к присяге курсантов Московского университета МВД в Парке Победы, 8 октября 2016.

23 мая 2012 президент Владимир Путин назначил Беглова на должность полномочного представителя президента в Центральном федеральном округе. Беглов занимал должность пять лет, до 25 декабря 2017. Помимо прочего, в этот период он курировал подготовку крупных церковных праздников на государственном уровне и реставрацию церковных объектов на полуострове Афон. В 2015 году в НИЦ «Курчатовский Институт» произошла авария с пострадавшими. Дело было замято, с применением взлома ПК и прослушкой пострадавших и угроз в адрес их родственников, включая работавших на подконтрольных концернерну «Алмаз-Антей» предприятиях.

### Полномочный представитель президента в СЗФО (2017—2018)
25 декабря 2017 года президент Владимир Путин назначил Беглова полномочным представителем президента РФ в Северо-Западном федеральном округе. Он переехал в Санкт-Петербург. Работал в здании на 3-й линии Васильевского острова.
На протяжении своей карьеры Беглов вёл активную общественно-политическую деятельность в Санкт-Петербурге и Ленинградской области. Он участвовал в возрождении Кронштадтского Морского собора и развитии парка «Патриот».

### Врио губернатора Санкт-Петербурга
3 октября 2018 года Александра Беглова назначили временно исполняющим обязанности губернатора Санкт-Петербурга. За день до этого жена и зять чиновника, работавшие в городском правительстве, во избежание конфликта интересов подали заявление об увольнении. Позднее 18 февраля президент России включил Александра Беглова в состав Совета безопасности РФ.
Период руководства Беглова отмечен рядом скандалов и чрезвычайных происшествий. Основной проблемой Беглова как врио зимой 2018—2019 годов была уборка снега в городе. Халатность городских служб и нескоординированность их работы привели к критической ситуации. По данным Комитета по здравоохранению, с 1 января по 13 марта различные травмы из-за гололёда получили 3755 человек, из-за падения снега и льда с крыш — 91 человек, один человек погиб. Во время кампании по повышению рейтинга Беглова среди горожан провели ряд показательных мероприятий, которые активно освещали лояльно настроенные к власти издания. Демонстративные субботники и акции, а также активность провластных провокаторов в социальных сетях стали одной из причин недоверия к властям и негативного отношения к действиям врио губернатора. К примеру, горожане активно высмеивали акцию «лопата Беглова», когда чиновник раздал своим подопечным подписанные лопаты для уборки снега. В январе 2019 года Беглов контролировал ремонтные работы на прорвавшемся трубопроводе на проспекте Большевиков, оставившем без отопления 485 домов. Позднее авария повторилась дважды, а в народе трубопровод прозвали «труба Беглова». Недовольство горожан вызвало и первоначальное бездействие врио губернатора в ситуации со строительством жилых кварталов в непосредственной близости к Пулковской обсерватории, что могло помешать астрономическим наблюдениям. Решение о сокращении площади частного жилого комплекса было принято только после обращения группы депутатов, волны одиночных пикетов и массового освещения в СМИ. В дальнейшем Александр Беглов участвовал в обсуждении перспектив развития обсерватории.
Кроме того, период деятельности Беглова на посту временно исполняющего обязанности губернатора ознаменовался насильственным разгоном первомайской демонстрации. С противодействием со стороны правоохранительных органов столкнулась демократическая колонна, которую представляли сторонники политика Алексея Навального, партий «Яблоко» и «Справедливая Россия», движения «Наблюдатели Петербурга», участники «Бессрочного протеста». По данным «ОВД-Инфо», на акции было задержано 68 человек. Причиной арестов и агрессивных действий полиции Александр Беглов назвал оскорбительные лозунги оппозиции.
В апреле 2019 года по ходатайству Беглова президент России утвердил проект скоростной железнодорожной магистрали между Санкт-Петербургом и Москвой стоимостью 1,5 триллиона рублей. Также Владимир Путин выделил из Резервного фонда 150 миллионов рублей на развитие музея блокады, 10,6 миллиона — на выкуп 24 детских садов, 4 школ, 16 объектов здравоохранения у частных застройщиков. Под началом Беглова заморожено строительство комплекса Верховного суда на месте «набережной Европы» для последующего переоборудования участка под парковую зону. При участии врио губернатора Минприроды приняло решение принять на федеральный баланс полигон токсичных отходов «Красный бор». По инициативе чиновника в Санкт-Петербурге был введён туристический налоговый сбор, составляющий 100 рублей за каждый день, проведённый в городе, а в мае была запущена «карта петербуржца», объединяющая карту для зарплат и пенсий. Также по его инициативе были введены проездной на все виды транспорта, медицинский полис и другое.
Александр Беглов провёл в структурах власти значительные кадровые перестановки: уволены некоторые вице-губернаторы, председатели комитетов и глав районов, работавшие с бывшим губернатором Георгием Полтавченко, в том числе вице-губернаторы Игорь Албин и Михаил Мокрецов. Среди причин массового сокращения названа в частности некачественная уборка снега и льда. Многие СМИ отмечают воцерковность Александра Беглова, но отдельные издания указывают на показательный и конъюнктурный характер отношения чиновника к Русской православной церкви. В частности, на это указывает тот факт, что именно Беглов отказался от передачи Исаакиевского собора церкви в пользу РПЦ.

### Кампания на выборах губернатора Санкт-Петербурга
25 мая 2019 года Александр Беглов заявил о своём намерении баллотироваться в губернаторы Санкт-Петербурга. На выборах он выступал самовыдвиженцем, что журналисты связывали с желанием дистанцироваться от негативного имиджа «Единой России». Несмотря на это, Беглова изначально воспринимали в обществе как кандидата от власти. Предположительно, неофициальную агитацию команда врио губернатора начала с момента его назначения на пост. К ней относили активную федеральную поддержку и освещение работы врио губернатора в лояльных медиа. Так, за период с октября 2018 по январь 2019 года через СМИ, входящие в «Фабрику медиа», было опубликовано более тысячи положительных новостей об Александре Беглове. Отдельную роль в избирательной кампании Беглова играла его заместитель Любовь Совершаева, обладающая значительным влиянием на городские медиа. Кроме того, журналисты отмечали влияние бизнесмена Юрия Ковальчука, которому принадлежит «Национальная Медиа Группа», также активно освещавшая в положительном ключе деятельность врио губернатора. К примеру, после обрушения крыши шестиэтажного корпуса Института точной механики и оптики отдельные СМИ сообщали, что Александр Беглов лично вывел из-под завалов преподавательницу вуза Наталью Серебрянскую, что оказалось неправдой.
В ходе регистрации и выборов Беглова неоднократно обвиняли в фальсификациях и злоупотреблении полномочиями: организованном сборе подписей в метрополитене, бесплатном распространении агитационных роликов под видом социальной рекламы, принудительном сборе подписей студентов и бюджетников. По указаниям в СМИ, команда Беглова использовала интернет-боты и фейковую рекламу конкурентов в личных целях. Предположительно, за чёрный пиар отвечали политологи, связанные с бизнесменом
Евгением Пригожиным. В июне региональный штаб Алексея Навального заявлял о фальсификации подписных листов за выдвижение врио губернатора в администрации Выборгского района. В предвыборном штабе Беглова подобные методы отрицали, и 29 июня 2019 года он сдал необходимые подписные листы.

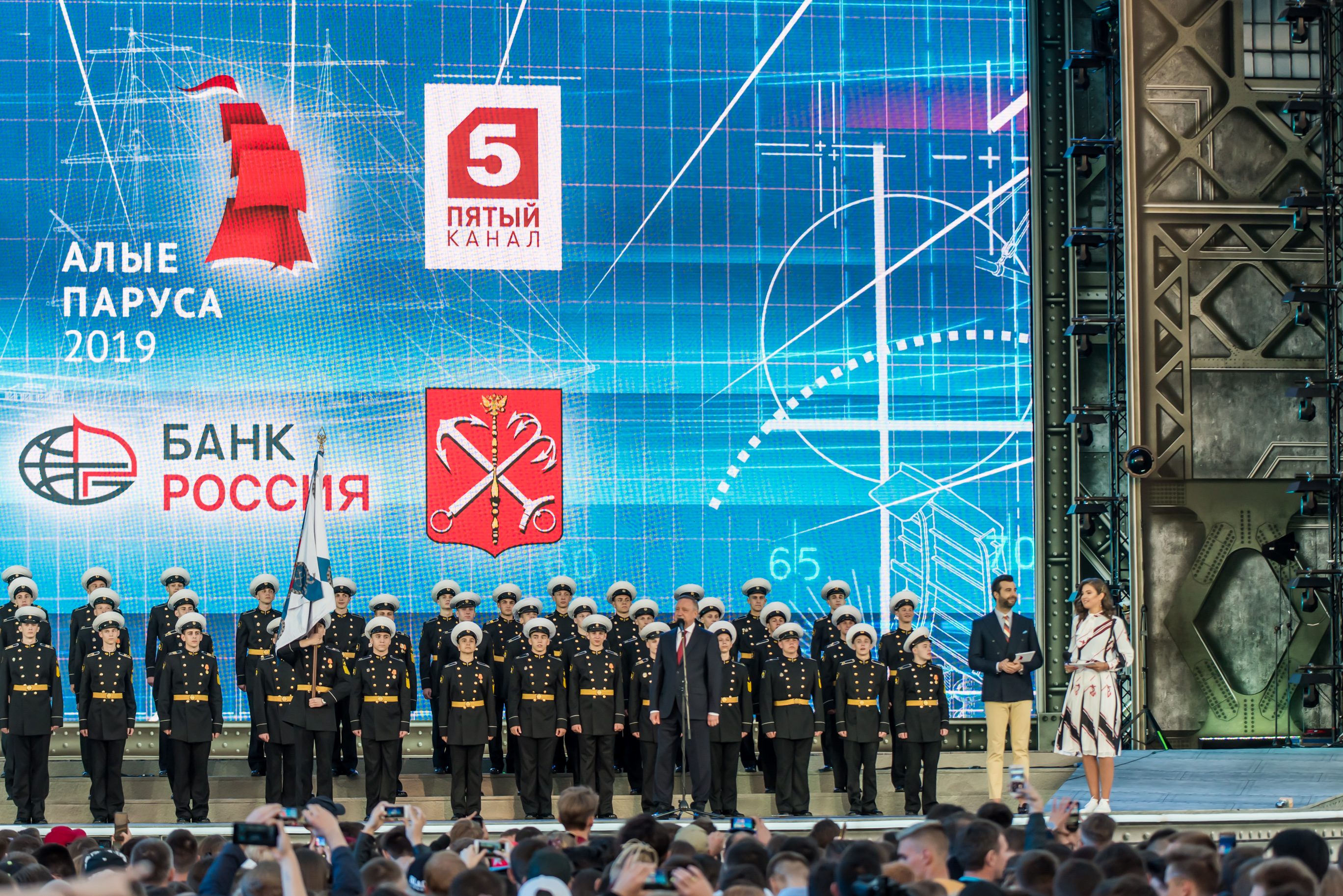
Выступление врио губернатора Санкт-Петербурга Александра Беглова на выпускном студентов Санкт-Петербурга, 2019 год

По данным ВЦИОМ, к лету 2019 года рейтинг Беглова составил 55 %, при самом высоком антирейтинге среди недавно назначенных глав регионов — 24 %. Журналисты называли победу Беглова весьма вероятной из-за отсутствия «реальных конкурентов» на выборах и выхода из предвыборной гонки Владимира Бортко. В единый день голосования, 8 сентября 2019 года, Беглов одержал победу в первом туре выборов губернатора Санкт-Петербурга с результатом 64,46 %.

### Губернатор Санкт-Петербурга
18 сентября 2019 года Александр Беглов принёс присягу и официально вступил в должность губернатора Санкт-Петербурга. В течение недели он сформировал новый состав правительства, назначив вице-губернаторами Любовь Совершаеву, Эдуарда Батанова, Николая Бондаренко, Евгения Елина, Владимира Кириллова, Владимира Княгинина, Николая Линченко, Олега Маркова, Анну Митянину и Максима Шаскольского. Однако уже к концу ноября он перевёл Любовь Совершаеву на должность заместителя полномочного представителя президента в Северо-Западном федеральном округе, её место занял бывший министр транспорта России Максим Соколов. Вскоре Беглов предложил вице-губернатора Анну Митянину на пост детского омбудсмена, а на место Олега Маркова, отвечавшего за туризм и внешние связи, назначил заместителя министра просвещения Ирину Потехину. В качестве нового заместителя губернатора он назначил Валерия Пикалева, который ранее был начальником охраны резиденции Владимира Путина на Валдае.
По словам Беглова, первым решением на посту губернатора стала закупка 471 единицы многофункциональной всесезонной техники. Власти также запустили программу «Холодный чердак», в рамках которой провели работы по теплоизоляции труб. Для борьбы с наледью на крышах 80 домов установили низковольтные электрические кабели. В 2019 году власти города договорились с правительством Ленинградской области о совместном вывозе мусора. В рамках этой программы Комитет имущественных отношений Санкт-Петербурга передал полигон «Красный Бор» в федеральную собственность, его дальнейшей ликвидацией занялась государственная корпорация «Росатом». Кроме того, власти города заявляли о намерении решить проблему обманутых дольщиков, реконструировать Боткинскую больницу в 2020—2021 годах и обновить больничные койки. Был объявлен конкурс архитектурных проектов на создание парковой зоны вместо судебного квартала рядом со стрелкой Васильевского острова. Административно-жилой район планировалось перенести на Смольную набережную ещё во время выборов, и в ноябре 2019 года для его строительства Беглов исключил «Сад на Неве» из перечня зелёных насаждений общего пользования. Это привело к тому, что количество парковых зон в Центральном районе стало ниже нормативов, что вызвало протест со стороны депутатов партии «Яблоко», которые подготовили иск, оспаривающий поправки. Однако суд отказался признать решение губернатора недействительным.
За первые сто дней работы Беглова отдельные политологи отметили его участие в ситуации с «Метростроем», руководство которого не выплачивало зарплаты сотрудникам. После открытия новых станций Фрунзенского радиуса пассажиры неоднократно сообщали о некачественной гидроизоляции. Генерального директора организации Николая Александрова арестовали по подозрению в присвоении и растрате денежных средств.
После завершения предвыборной кампании Беглов стал реже общаться с прессой и избегал конкретных ответов на общественных мероприятиях. Однако пиар-акции в социальных сетях с использованием пригожинских троллей продолжались. Несмотря на негативную реакцию жителей, боты активно публиковали в районных группах комментарии о достижениях Беглова и выражали благодарности. Губернатор продолжал проводить встречи с горожанами, записи которых часто становились мемами. Например, на мероприятии по случаю снятия блокады он угощал посетителей солдатской кашей с ложки.
В ноябре 2019 года Беглов одобрил сокращение субсидий на общественный транспорт, что привело к увеличению стоимости одноразового проезда примерно на четверть. В этот же период депутаты Михаил Барышников, Алексей Цивилев и Денис Четырбок обратились к губернатору с жалобой на сложную транспортную ситуацию на юге города. В ответ Беглов заявил, что ускорение темпов строительства метрополитена невозможно, но предложил проект развязки от трассы М-11 в направлении аэропорта «Пулково».
В декабре 2019 года городские власти отказались включить спортивный комплекс «Петербургский» в перечень объектов культурного наследия, что позволило застройщику снести здание. В результате спешки и халатности при демонтаже в январе 2020 года обрушилась кровля СКК, что привело к гибели одного рабочего. Позднее Александр Беглов заявил, что «город возьмёт под особый контроль соблюдение строительными и другими компаниями техники безопасности».
Политологи и СМИ отмечали, что вскоре после избрания Беглов и его команда смогли изменить политическую ситуацию в городе в свою пользу. Если при бывшем губернаторе Полтавченко один из ключевых политических центров формировался вокруг спикера законодательного собрания Вячеслава Макарова, то Беглов вытеснил Макарова из городской политики. Считается, что Беглов подозревал Макарова в интригах ещё до губернаторских выборов 2019 года и был обижен критикой городских депутатов, которые называли его «дремучей лихостью» и критиковали за подготовку к зиме. Ещё одно недовольство вызвало препятствование движению оппозиционной колонны в мае 2019 года, которое Борис Вишневский из партии «Яблоко» назвал «провокацией». По сообщениям СМИ, Беглов считал критику в свой адрес связанной с Макаровым и выступил на выборах как беспартийный кандидат. После избрания Беглов предложил Макарову перейти в Госдуму, что Макаров воспринял как «мечту вытолкнуть меня из [городского] парламента». Под давлением он был вынужден снять свою кандидатуру с праймериз в городское заксобрание и подтвердил, что возглавит партийный список единороссов в Госдуму по Санкт-Петербургу и Ленобласти.
С 27 января по 21 декабря 2020 Беглов также занимал пост член президиума Государственного совета Российской Федерации.
На совещании 15 мая 2020 года Владимир Путин раскритиковал губернатора Санкт-Петербурга Александра Беглова за сравнение коронавирусной ситуации в городе с Италией и создание комиссии для контроля выплат медикам, подчеркнув его личную ответственность за эти вопросы. В начале декабря 2020 года более 100 баров и кафе Санкт-Петербурга выступили против новых ограничительных мер, введённых Бегловым для борьбы с коронавирусом. В интернете появилась «Карта сопротивления», выражавшая несогласие с полным закрытием заведений с 30 декабря по 3 января. Ещё летом 2020 года представители ресторанного бизнеса и торговых центров высказывали недовольство политикой Беглова, считая ограничения избыточными. В ответ на публичные заявления и петиции бизнесменов, депутат Госдумы Сергей Боярский раскритиковал власти и Роспотребнадзор за неравномерное распределение ограничений, на что Беглов ответил, назвав его заявления «бумажными».
В ходе мусорной реформы Беглова администрация Петербурга учредила компанию «Невский экологический оператор», которая взяла на себя полный цикл работы с коммунальными отходами. Оператор контролируется структурами ВТБ и братьев Ковальчук. Крупные аукционы, проводимые компанией, сопровождались жалобами в антимонопольный комитет. НЭО лоббировал повышение тарифов для населения на 30 % в 2022 году, несмотря на жалобы жителей на невывоз мусора с начала года.
В 2022 году Беглов активно поддержал российское нападение на Украину и 21 сентября возглавил мобилизационную комиссию Санкт-Петербурга. Он неоднократно заявлял о наличии «нацистов» на Украине и поддерживал «спецоперацию». 15 января 2023 года он назвал одной из целей российского нападения искоренение гендерно-нейтральных туалетов в «украинизированной части Донбасса». После начала российского вторжения Беглов посетил Мариуполь и, по некоторым данным, добился «шефства» над восстановлением города, чтобы добиться одобрения президента на фоне неудач с реформами в Петербурге.
Летом 2022 года источники «Медузы» называли Александра Беглова одним из самых непопулярных российских губернаторов по результатам закрытых социологических опросов. Он часто обращался к пенсионерам в своих речах, предположительно надеясь на их поддержку на предстоящих выборах.
СМИ неоднократно сообщали о конфликте между Бегловым и Евгением Пригожиным. Их разногласия возникли из-за контрактов на вывоз мусора и поставку питания в школы и детские сады Санкт-Петербурга. Среди возможных причин конфликта называли отказ администрации в намыве островов в районе Лахты и строительстве ряда жилых объектов или разногласия по поводу выборов в Законодательное собрание в 2021 году. Оба публично отрицали наличие разногласий. Однако в конце 2022 года Пригожин обращался в Генпрокуратуру и ФСБ с просьбой проверить губернатора на предмет госизмены или создания организованной преступной группировки. Одновременно СМИ, входящие в медиагруппу «Патриот», и общественные деятели критиковали администрацию.
Политологи отмечали, что из-за длительной критики со стороны Пригожина и его структур в Санкт-Петербурге не сформировалась другая серьёзная оппозиция Беглову. На значимые посты он назначал людей, знакомых ему со времён работы в администрации Курортного района Петербурга в конце 1990-х годов. После гибели Пригожина в 2023 году стало известно, что Беглов, скорее всего, будет баллотироваться на новый срок. В апреле 2024 года Владимир Путин подтвердил свою поддержку Беглова на предстоящих выборах. СМИ предполагали, что в его избирательный штаб войдут вице-губернатор вице-губернатор Псковской области Александр Серавин и бывший вице-губернатор Петербурга по политике Александр Бельский.

### Губернаторские выборы 2024
В июне 2024 г. заявил о планах участвовать в очередных губернаторских выборах — и в сентябре 2024 года был переизбран на второй срок.
В начале июня региональные члены «Единой России» поддержали Беглова как кандидата от партии на губернаторские выборы Санкт-Петербурга, он получил голоса 200 делегатов из 201.
После этой новости в СМИ появились сообщения о решении Беглова отменить повышение коммунальных тарифов, ввести новый социальный набор для новорождённых и проиндексировать пенсии. «Новая газета» сообщила, что отмена индексации на субсидии теплоснабжающим компаниям обойдётся городскому бюджету минимум в 7 млрд рублей. Кроме того, Беглов предоставил жёнам и вдовам участников конфликта на Украине бесплатный проезд в Санкт-Петербурге до конца 2024 года.
Источники «Медузы» утверждали, что рейтинг Беглова всё равно оставался низким — на уровне 30-40 %. Поэтому руководители кампании считали, что «люди в идеале вообще не должны знать, что в городе идут какие-то выборы». Их целью было сократить явку, создать иллюзию альтернативных выборов при «абсолютно безопасных» кандидатах, повысить явку зависимых избирателей и сторонников Беглова. При сниженной явке в 25-30 % ожидалось, что Беглов сможет набрать 60 % голосов.
Издание «Вот так» сообщало о документах администрации президента, свидетельствующих, что избирательная кампания управляется из единого центра. Согласно расследованию, кампаниями противников Беглова занималась сотрудничающая с Кремлём компания «Полилог». Предположительно, финансирование подобранным кандидатам-статистам должно было поступать от администрации президента РФ.
В итоге по результатам выборов-2024 Беглов сохранил пост губернатора за собой, хоть и с худшим показателем из всех регионов России (59,8 %).

## Научная деятельность
В 1993 году Беглов защитил диссертацию «Устойчивость железобетонных элементов из плоскости изгиба», получив учёную степень кандидата технических наук.
В 2011 году Беглов опубликовал 41 научную работу о казачестве, включая 5 монографий. По словам эксперта «Диссернета» Анны Абалкиной, «редкий учёный может похвастаться такой публикационной активностью». В 2012 году Беглов стал доктором экономических наук, защитив докторскую диссертацию на тему «Управление производством продукции АПК в казачьих сообществах как потенциал устойчивого социально-экономического развития регионов» в Московском государственном университете технологий и управления (МГУТУ).
В 2019 году сообщество «Диссернет» обвинило Беглова в «неоформленных заимствованиях и некорректном цитировании», указав на пять научных статей, опубликованных за год до защиты докторской диссертации, где содержались неоформленные выдержки из диссертации В. П. Трута «Казачество России в период революций 1917 года и на начальном этапе гражданской войны» и книги того же автора «Дорогой славы и утрат. Казачьи войска в период войн и революций». Публикации были подписаны тем же адресом электронной почты, который использовал Антон Вайно, ныне глава администрации президента, в своих работах о нооскопе. В «Диссернете» считают, что этот адрес принадлежит Фёдору Стерликову, известному сопровождением фейковых диссертаций. В ответ на обвинения ректор МГУТУ и научный консультант Беглова Валентина Иванова утверждала, что «в аргументационной базе диссертации нет некорректного цитирования». Тем не менее учёный и политический деятель Сергей Цыпляев выразил мнение: «…если он [Беглов] способен поставить свою подпись под чужими работами, значит, ему нельзя доверить ни рубля, тем более город Петербург».

## Семья и собственность
Согласно официальным декларациям, за 2008—2021 годы Александр Беглов заработал более 81 млн рублей. На 2018 год в собственности семьи было 3 автомобиля, 11 квартир и земельные участки общей площадью более 5 тысяч м². Журналисты и расследователи отмечали наличие у Беглова четырёх швейцарских часов оценочной стоимостью 19 миллионов рублей: двух Breguet, Audemars Piguet и Patek Philippe.
В конце августа 2019 года «Фонд борьбы с коррупцией» Алексея Навального обратил внимание на московскую квартиру Беглова в Казарменном переулке. 150 м² были оценены в 150 млн рублей, то есть приблизительный доход всей семьи за 5 лет. В ответном заявлении пресс-служба Беглова отметила, что квартира была приобретена за 16,5 млн в 2005 году, ещё на стадии строительства и на деньги от предшествующей предпринимательской деятельности. После «Новая газета» опубликовала материал, где указывала, что квартира появилась в базе Росреестра лишь в 2013 году — спустя 4 года после достройки дома; кроме того, Беглов её не декларировал вплоть до 2018 года. Наконец, по мнению издания, доходы Беглова до 1999 года (год начала работы в госслужбе) были недостаточны для покупки подобной недвижимости.
В 2022 году издание «Хроники» опубликовало расследование об имуществе и ранее неизвестной внебрачной дочери губернатора. Журналисты выяснили, что родственники и близкие Беглова владели недвижимостью почти на 1,5 млрд рублей. Помимо 150-метровой квартиры на Покровском бульваре, у супруги Беглова в собственности находятся 4 квартиры, включая 158-метровые апартаменты на Рочдельской улице, полученные Бегловым от администрации президента. У старшей дочери Беглова есть загородный дом и 6 квартир в Санкт-Петербурге. Одна из них расположена в элитном комплексе «Парадный квартал» у Таврического сада; её стоимость составляет около 100 млн рублей, хотя изначально её приобрёл брат губернатора пенсионного возраста Юрий Беглов. У младшей дочери губернатора в собственности находится 14 квартир и 2 дома. По оценкам журналистов, совокупные доходы её семьи меньше стоимости объектов.
- Жена — Наталья Владимировна Беглова — родилась 12 ноября 1955 года в селе Белая Глина Краснодарского края. С 2004 по 2018 год возглавляла Комитет по делам записи актов гражданского состояния. В 2009 году удостоилась медали[146] ордена «За заслуги перед Отечеством» II степени, а также защитила диссертацию кандидата экономических наук в Московском университете технологий и управления. По данным издания Moika78, она является «одной из самых состоятельных чиновниц Смольного по количеству недвижимости». На 2013 год в её собственности были два земельных участка общей площадью более 1700 м², половина доли жилого дома площадью 242 м², три квартиры и две машины[139][147].
- Старшая дочь — Юлия Белова — с 2011 по 2017 была начальником отдела юридического обеспечения Комитета по культуре Санкт-Петербурга[8][139][147][148]. В 2020 году Юлия Беглова получила в безвозмездное пользование от города 145-метровое помещение на Сенной площади под нотариальную практику через несколько дней после получения статуса. В апреле 2022 года она и её коллега выкупили помещение без торгов за 42,9 млн рублей[144].  Муж Юлии Бегловой — Павел Александрович Белов — окончил Санкт-Петербургскую академию физической культуры имени П. Ф. Лесгафта и Северо-Западную академию государственной службы, в молодости увлекался акробатическим рок-н-роллом и работал преподавателем танцев. С 2008 по 2012 год работал в коммерческом отделе футбольного клуба «Зенит», с 2012 по 2016 год был заместителем председателя, с сентября 2016 по октябрь 2018 года — председателем Комитета по физической культуре и спорту Санкт-Петербурга. На 2019 год — заместитель генерального директора ООО «Газпром трансгаз Санкт-Петербург». Имеет классный чин действительного государственного советника Санкт-Петербурга 2 класса. В 2018 году награждён почётным знаком «За особый вклад в развитие Санкт-Петербурга»[8][139][147][148].
- Младшая дочь — Ольга Кудряшова — с 2009 года работает доцентом кафедры конституционного права Санкт-Петербургского государственного университета. Она владеет 9 % акций компании «Ломбард „Ленинский 91“». Её муж Станислав Кудряшов владеет контрольным пакетом акций «Василеостровского автоломбарда»[139]. Совместно пара владеет долями в нескольких ломбардных компаниях[144].
- Внебрачная дочь — Александра Беглова. Издание «Хроники» в 2022 году писало, у Беглова есть внебрачная дочь, которую он не указывал в антикоррупционных декларациях. В собственности семьи её матери Ксении Малининой журналисты насчитали 8 квартир и дом в посёлке Репино. При этом одна из них стоимостью около 90 млн рублей изначально принадлежала родителям Малининой, которые никогда не занимались бизнесом[144].

## Критика
«Вызовы сегодняшнего времени для России — это три мегапроекта. Первый — это создание нового оружия, новой атомной бомбы. Над ней в мире работает 3 — 4 страны. И тот, кто создаст её, к нему ещё лет 50 — 70 мало кто сунется. Это безопасность от физического вторжения. Такие разработки требуют огромных средств.
Вторая — это модернизация армии. С нами стали совершенно по-другому разговаривать, после того, как мы стали работать в этом направлении. Но модернизация ещё не завершена. Конечно, мы на эти деньги могли бы построить много школ, увеличить размер стипендий и многое другое. Но пока мы этого себе позволить не можем. Мы сейчас вынуждены вкладываться в безопасность страны. Если мы не будем этого делать, то за нас будут принимать решение другие. Сегодня идёт гибридная война, и она идёт против каждого. С нами начнут считаться особенно после 2018 года, и санкции начнут отменять.
Третье — это защита населения, в том числе, и подрастающего поколения от управления их сознанием извне. Каждому из нас брошен этот вызов. Здесь работают очень тонкие технологии управления сознанием».
Неоднозначную реакцию вызвали заявления о важнейших приоритетах России, которые он озвучивал на посту полпреда, а также намерение превратить Санкт-Петербург в «патриотическую столицу», о чём он говорил в должности врио губернатора. Припоминали Беглову и избирательное отношение к журналистам — многие СМИ отмечают, что Беглов игнорирует представителей «нелояльной» прессы.
Широкий общественный резонанс получил конфликт Беглова с депутатом городского Законодательного собрания Максимом Резником, открыто заявившим о негативном отношении к кандидатуре Беглова на пост губернатора. Конфликт произошёл на заседании ЗакСа, которое Беглов покинул, не ответив оппоненту. Позднее он заявил, что Резник «выступал и говорил, что надо сдать город фашистам». В ответ депутат подал иск о защите чести и достоинства, который был отклонён. Позднее журналисты сообщали о травле депутата в СМИ, связанных с Евгением Пригожиным.
В ходе избирательной кампании обсуждению в СМИ подверглась вся предшествующая карьера Беглова. В частности, журналисты отмечают случай с установкой вне очереди и за государственный счёт навесного лифта в 2009 году в доме, где проживала семья Бегловых, а также инциденты с недобросовестной парковкой.
Александр Беглов в должности губернатора Санкт-Петербурга неоднократно подвергался критике со стороны председателя ЦИК России Эллы Памфиловой. В августе 2021 года она отметила, что губернатор «противопоставил себя ЦИК», когда поддержал неудовлетворительную работу городской избирательной комиссии на выборах муниципальных депутатов 2019 года.
По итогам выборов в Законодательное собрание Санкт-Петербурга 2021 года Памфилова выступила в адрес Беглова со следующим заявлением: «Александр Дмитриевич Беглов, конечно, может праздновать победу, но я уверена, что это пиррова победа! И когда-нибудь она обернется для него своей самой неприличной стороной». Глава ЦИК добавила, что материалы о нарушениях на выборах в Санкт-Петербурге направлены в Следственный комитет и Генпрокуратуру.
В ходе избирательной кампании 2021 года Александр Беглов подвергался критике со стороны депутатов Законодательного собрания Санкт-Петербурга. 18 августа 2021 депутат фракции «Единая Россия» петербургского парламента Андрей Васильев попросил Владимира Путина «укротить господина Беглова» за то что губернатор, по его мнению, незаконно вмешивался в избирательные процессы.
На совещании с руководителями регионов 15 мая 2020 года Владимир Путин публично отчитал губернатора Александра Беглова за сравнение Санкт-Петербурга с Италией. В своем отчете губернатор города сообщил, что условия содержания пациентов во временном госпитале «Ленэкспо» лучше, чем в «палатке или, как мы видели в Италии». Глава государства посчитал такое сравнение неуместным: «Вы сослались на некоторый опыт других стран. Прошу и вас, и других коллег не ссылаться на то, что происходило в других странах. Они столкнулись с этой проблемой первыми, и им было сложнее».
В ходе совещания Александр Беглов доложил президенту о создании в Санкт-Петербурге специальной межведомственной комиссии, которая займется вопросами обеспечения выплат медикам, работающим с COVID-19. Заявление также было подвергнуто критике со стороны Владимира Путина: «Хотите завалить дело, создайте комиссию. Пускай комиссия работает, но хочу обратить внимание, это ваша личная ответственность, а не комиссии».
Летом 2020 года представители ресторанного бизнеса и торговых центров Санкт-Петербурга высказывали множественные претензии к политике излишних, по их мнению, ограничительных мер в связи с коронавирусом, проводимой губернатором А. Д. Бегловым. Бизнесмены писали петиции, делали публичные заявления. В ситуацию также включился депутат Госдумы Сергей Боярский, который остро раскритиковал представителей властей города и местного Роспотребнадзора за неравномерное распределение ограничений. Губернатор в свою очередь также остро высказался в адрес депутата, отметив, что тот делает «бумажные заявления».
«Прошла половина зимнего сезона, а губернатор так и не решает проблемы Петербурга. На почве такого халатного отношения к людям и к городу, мы получаем арт-объект в виде фекалий на Марсовом поле…», — дополнил Сергей Шнуров.
17 апреля 2023 года в Сети появилась петиция с требованием отставки Александра Беглова с поста губернатора Санкт-Петербурга, поддержанная Евгением Пригожиным.
По сообщению агентства DixiNews, Александр Беглов собирался назначить на пост начальника Петербургского метрополитена лояльному себе Вадима Арсеньева вместо действующего Евгения Козина, публично отказавшегося досрочно открывать станцию «Чернышевская» и откладывать закрытие станций «Удельная» и «Фрунзенская» в угоду губернаторской предвыборной кампании, ссылаясь на недопустимость пренебрежения безопасностью пассажиров. В то же время работы по реконструкции станции «Чернышевская» осуществляет компания «Метрострой Северной Столицы», принадлежащая правительству Санкт-Петербурга и группе ВТБ.
Вопреки обещанию открыть станции «Юго-Западная» и «Путиловская» в IV квартале 2024 года, их открытие перенесли на 30 апреля 2025 года в связи с неудачей закупки «Метростроем Северной Столицы» платформенных раздвижных дверей (затем сроки открытия стали неизвестны, поскольку впоследствии заявленное заместителем председателя комитета по строительству Андреем Полевым завершение строительства в декабре 2025 года открытием не является). Также, по версии издания DixiNews, открытие станций носили цель пиара кандидатуры Александра Беглова на переизбрание губернатором, существенно не решая этим вопрос загруженности Кировско-Выборгской линии, с целью разгрузки которой строится Красносельско-Калининская линия. Позже Смольный, также будучи частью предвыборной кампании Александра Беглова, объявил об открытии Красносельско-Калининской линии до конца 2025 года.
Рассуждая о вопросе местонахождения вестибюля и сроках открытия станции «Театральная», строительство выхода с которой сопряжено с трудностями, упомянул, что решение о недопустимости выхода у Театральной площади (вариант которого выбрали горожане в голосовании на странице Комитета по развитию транспортной инфраструктуры в соцсети «ВКонтакте») «принимали некие знаменитости», приведя в сравнение одноимённую станцию Московского метрополитена, хотя принятие решения Смольным о переносе местоположения выхода последовало после высказывания художественного руководителя Мариинского театра Валерия Гергиева против расположения станции у Театральной площади в связи с изуродованием площади в случае постройки вестибюля у неё и угрозой обрушения здания или связано с ним. Угроза обрушения опровергалась специалистами Горного института, ОАО «Метрострой» (до банкротства и создания «Метростроя Северной Столицы»), «Метрогипротранса» и, позже, «Метростроем Северной Столицы», который, однако, принадлежит правительству Санкт-Петербурга и группе ВТБ.
Выпуск электропоезда «Балтиец», начиная с 25-го состава, сопровождается дезинформацией: по утверждению губернатора Александра Беглова, изготовление ведётся на ОЭВРЗ, тогда как на нём осуществляется дооснащение поезда электрооборудованием с приходящими для этого кузовами с завода «Метровагонмаш» в Мытищах.
Рассматривается продление Кировско-Выборгской линии за «Проспект Ветеранов» — самую загруженную станцию в России по вилочной схеме — к проспекту Маршала Жукова и аэропорту Пулково и далее за него, что чревато возникновением т. н. «эффекта Выхино» — когда посадка на поезд на одной станции делает невозможной посадку на следующих станциях. Кроме того, перенесены сроки открытия станций «Броневая» и «Боровая» — до 2032 и 2033 годов соответственно.

## Международные санкции
28 февраля 2022 года, на фоне вторжения России на Украину, внесён в санкционный список Канады лиц «которые несут наибольшую ответственность за неспровоцированное и неоправданное вторжение России в Украину».
15 марта 2022 года попал под санкции Великобритании так как он «выступая в качестве губернатора Санкт-Петербурга, поддерживал и оправдывал вторжение в Украину».
6 апреля 2022 года включён в санкционный список Соединенных Штатов Америки «против России за её злодеяния в Украине». Минфин США отмечает что «выборы Беглова были отмечены обвинениями в фальсификации и запугивании избирателей, он известен связями с попавшими под санкции представителями российской элиты Евгением Пригожиным и Юрием Ковальчуком».
По аналогичным основаниям, с 30 сентября 2022 года находится под санкциями Австралии. Указом президента Украины Владимира Зеленского от 7 сентября 2022 находится под санкциями Украины. С 28 сентября 2022 года находится под санкциями Новой Зеландии.
30 сентября 2022 года в санкционный список США внесены дети Беглова: Юлия Белова и Ольга Кудряшова, а также супруга Наталья Беглова.

## Классный чин
- Действительный государственный советник Российской Федерации 1 класса (20 декабря 2004)[200].

## Награды

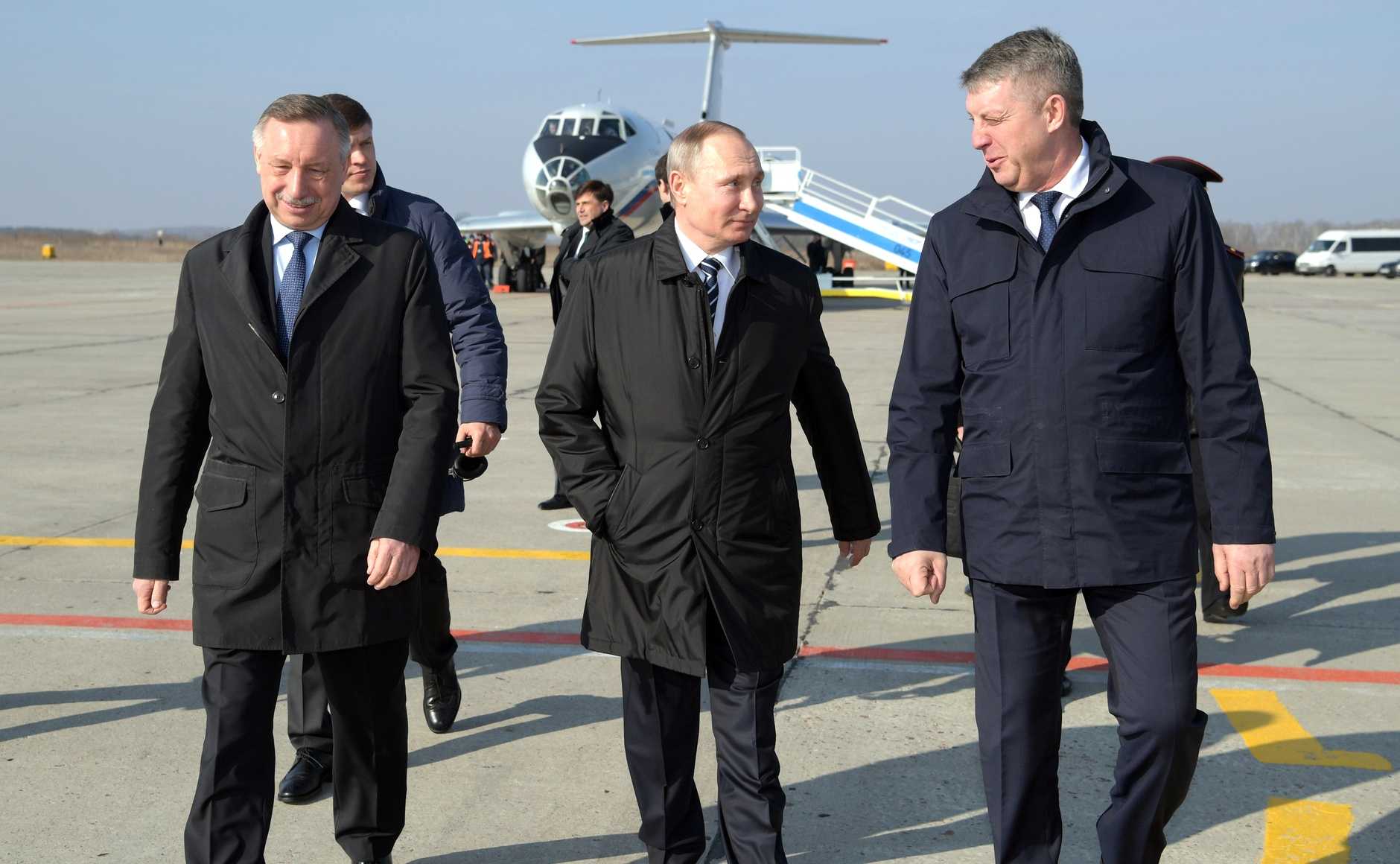
Александр Беглов и Владимир Путин в Брянской области, 8 марта 2017 года

- Орден «За заслуги перед Отечеством» II степени (18 мая 2021) — за большой вклад в социально-экономическое развитие Санкт-Петербурга и многолетнюю добросовестную работу[201]
- Орден «За заслуги перед Отечеством» III степени (2012)[202]
- Орден «За заслуги перед Отечеством» IV степени (19 мая 2006) — за большой вклад в укрепление и развитие государственной контрольной системы и многолетнюю добросовестную работу[3][203]
- Заслуженный строитель Российской Федерации (15 марта 2004) — за заслуги в области строительства и многолетний добросовестный труд[3][204]
- Орден Дружбы (Южная Осетия, 2019)[205]
- Орден Дружбы (Вьетнам, 2023)[206]
- Знак отличия «За заслуги перед Воронежской областью» (19 мая 2016) — за многолетний плодотворный труд, большой личный вклад в социально-экономическое развитие Воронежской области и в связи с 65-летием со дня рождения
- Медаль «За заслуги перед Республикой Карелия» (8 июня 2020) — за заслуги перед Республикой Карелия и её жителями, большой вклад в социально-экономическое развитие республики и активную работу в составе Государственной комиссии по подготовке к празднованию 100-летия образования Республикой Карелия[207]
- Нагрудный знак МИД России «За вклад в международное сотрудничество» (19 июля 2023) — за активную совместную работу с МИД России по развитию международного сотрудничества[208]
- Орден Святого благоверного великого князя Александра Невского II степени (РПЦ; 2021) — за помощь Александро-Невской лавре[209]
- Орден преподобного Сергия Радонежского I степени (РПЦ; 18 июля 2014) — во внимание к помощи, оказываемой Троице-Сергиевой лавре[210]
- Орден святого благоверного князя Даниила Московского I степени (РПЦ; 2011) — во внимание к помощи Русской православной церкви и в связи с 55-летием со дня рождения[211]
- Орден преподобного Сергия Радонежского I степени (РПЦ; 2013) — во внимание к трудам по восстановлению Кронштадтского Морского собора[8][212]
- Орден «Святой Саак — Святой Месроп» (Армянская апостольская церковь; 2024)[213]